# Belozerszkojei járás
A Belozerszkojei járás (oroszul Белозерский район) Oroszország egyik járása a Kurgani területen. Székhelye Belozerszkoje.

## Népesség
- 1989-ben 24 208 lakosa volt.
- 2002-ben 21 128 lakosa volt.
- 2010-ben 16 934 lakosa volt, melyből 16 112 orosz, 281 kazah, 80 ukrán, 72 azeri, 37 tatár, 36 fehérorosz, 31 udmurt, 29 csecsen, 28 grúz, 25 cigány, 24 csuvas, 17 baskír, 15 mordvin, 15 német, 13 moldáv, 10 kirgiz, 10 mari stb.